# Cascada Moara Dracului
Cascada Moara Dracului este situată pe râul cu același nume de pe versantul vestic al munților Vlădeasa, în apropiere de vârful Buteasa și lacul Floroiu. Cu o înălțime de 20-25 m, căderea de apă în două trepte se remarcă prin frumusețe. Este accesibilă de pe drumul care leagă Stâna de Vale și Valea Drăganului, din dreptul cantonului Ciripa.